# فاردورف
فاردورف (به آلمانی: Fahrdorf) یک شهر در آلمان است که در اشلسویگ-فلنسبورگ واقع شده‌است. فاردورف  ۲٬۵۳۶ نفر جمعیت دارد.